# Rosen Kiriłow
Rosen Kiriłow (bułg. Росен Кирилов, ur. 4 stycznia 1973 roku w Widynie) – bułgarski piłkarz występujący na pozycji środkowego obrońcy. Był zawodnikiem m.in. CSKA Sofia, Liteksu Łowecz, z którym w 1998 zdobył mistrzostwo Bułgarii, tureckiego Adansporu., ponownie Liteksu, APOPU Kinyras i FC Vaslui. Od 1998 do 2006 roku był regularnie powoływany do reprezentacji Bułgarii. Startował z nią na Mundialu 1998 i Euro 2004. W sumie zagrał w niej czterdzieści siedem spotkań.

## Kariera piłkarska
Karierę rozpoczynał w 1991 roku w klubie CSKA Sofia. Grał tam przez pięć lat. W 1996 roku przeniósł się do Liteksu Łowecz. W 1999 roku przeszedł do tureckiego zespołu Adanaspor. W 2001 roku powrócił do Liteksu. Grał tam przez sześć lat. W 2007 roku zagrał w klubie APOP Kinyras. W 2008 był zawodnikiem FC Vaslui. W tym klubie zakończył karierę piłkarską.

## Sukcesy piłkarskie
- mistrzostwo Bułgarii 1998 oraz finały Pucharu Bułgarii 2003 i 2005 z Liteksem Łowecz

W reprezentacji Bułgarii od 1998 do 2006 roku rozegrał 47 meczów i strzelił 0 goli – start w Mundialu 1998 (runda grupowa, jako rezerwowy) i Euro 2004 (runda grupowa).